# Mimoclystia acme
Mimoclystia acme là một loài bướm đêm trong họ Geometridae.